# Casa de la miezul nopții
Casa de la miezul nopții este un film românesc din 1976 regizat de Gheorghe Vitanidis. Rolurile principale au fost interpretate de actorii Alexandru Repan, Violeta Andrei și Valeria Seciu.

## Distribuție
Distribuția filmului este alcătuită din:
- Alexandru Repan — Dan Comșa, pilot în cadrul TAROM, comandant de aeronavă
- Violeta Andrei — Delia Dragomirescu, arhitectă și pictoriță, proiectanta cabanei din Delta Dunării, fosta soție a lui Dan Comșa
- Valeria Seciu — Ina, prezentatoare de modă, însoțitoarea lui Dan Comșa în noaptea de Anul Nou
- Ion Caramitru — Dinu Valentin, tenismen celebru, însoțitorul Deliei Dragomirescu în noaptea de Anul Nou
- Fănuș Neagu — Niță Taliverde, paznicul de vânătoare din Delta Dunării, care s-a iubit mai demult la Gibraltar, când era marinar, cu o prințesă din Africa
- Cornel Coman — pilot de avion, prietenul lui Dan Comșa
- Boris Ciornei — constructorul cabanei din Delta Dunării
- Zephi Alșec — profesorul și admiratorul Deliei Dragomirescu (menționat Zephy Alșec)

## Primire
Filmul a fost vizionat de 1.371.524 de spectatori în cinematografele din România, după cum atestă o situație a numărului de spectatori înregistrat de filmele românești de la data premierei și până la data de 31 decembrie 2014 alcătuită de Centrul Național al Cinematografiei.